# A doua medalie a lui Alfonso al V-lea al Aragonului

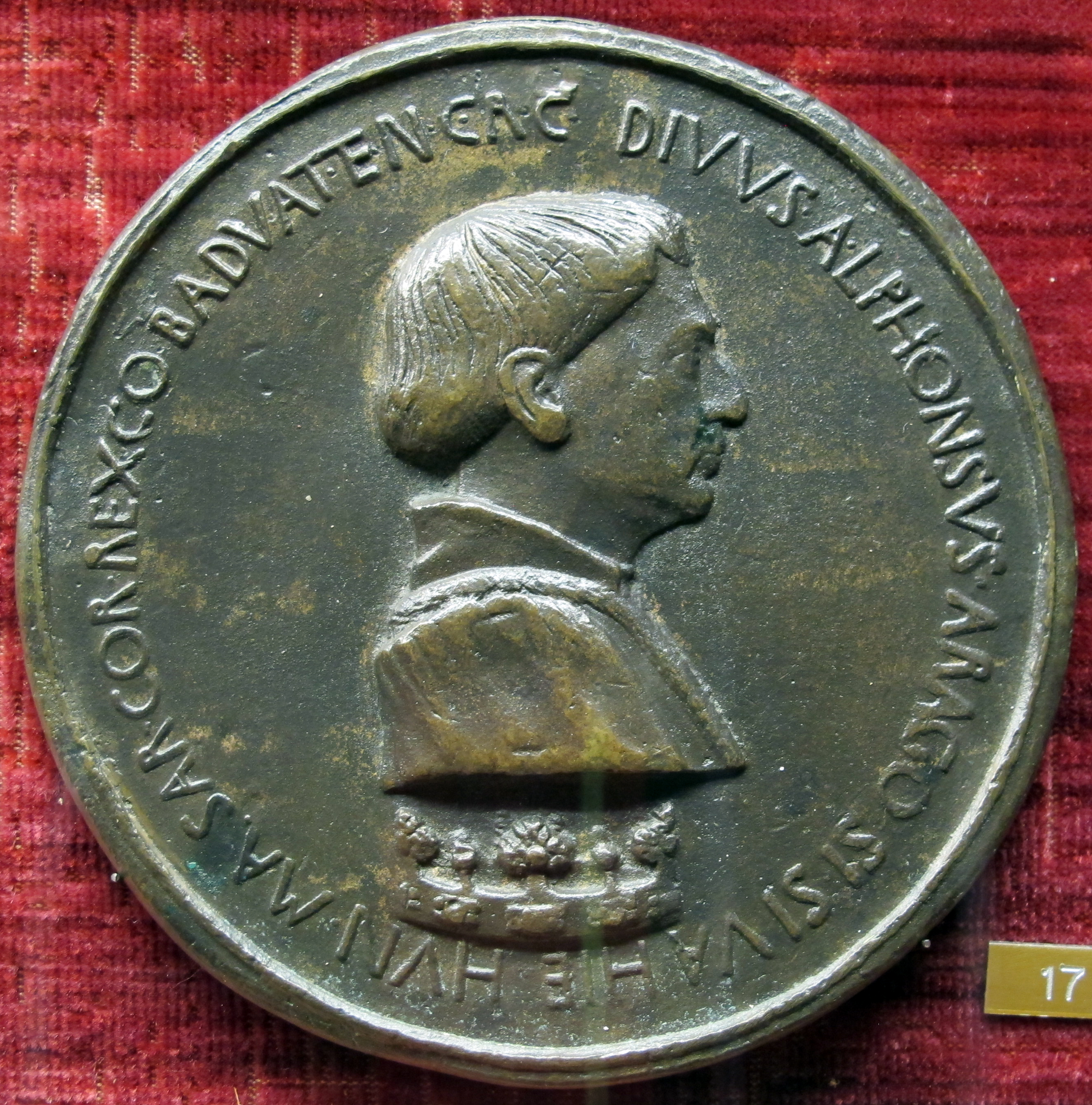
A doua medalie a lui Alfonso al V-lea al Aragonului, avers

A doua medalie a lui Alfonso al V-lea al Aragonului a fost realizată din bronz de către artistul italian Pisanello și are diametrul de 10,6 cm.

## Istoric
După ce a creat celebra medalie a lui Ioan al VIII-lea Paleologul (1438), restabilind tradiția așezării unor efigii ale unor persoane în viață, ca și pe monedele romane, Pisanello a fost foarte solicitat de către curțile italiene, creând vreo douăzeci de medalii.
Pisanello a plecat la Neapole în 1449, după cum reiese din milesimul primei medalii a lui Alfonso al V-lea, precum și dintr-un document datat la 14 februarie, în care sunt notate onoruri speciale acordate în cinstea artistului. Pentru Alfonso al V-lea, Pisanello a creat cel puțin trei medalii. Tot aici, a creat o medalie pentru un consilier al lui Alfonso, Inigo d'Avalos. Din aceeași perioadă, au rămas modele pentru alte medalii, precum și o pereche de portrete ale monarhului (peniță pe hârtie), care acum sunt păstrate la Muzeul Luvru din Paris, cu numerele de inventar 2306 și 2481, acesta din urmă foarte asemănător cu portretul gravat pe cea de-a doua medalie a lui Alfonso al V-lea.

## Descriere
Lucrarea a fost creată cu intenția clară de celebrare, în mod cinstit, fără retorică gratuită, fiind capabilă să sublinieze autoritatea persoanei reprezentate, cu o utilizare restrânsă a elementelor decorative.
Pe avers, este gravată efigia suveranului, din profil, spre dreapta, deasupra coroanei. De-a lungul marginii medaliei, în sensul acelor ceasornicului, citim inscripția în limba latină: 
DIVVS ALPHONSVS ARAGO[niae] SISI[liae] VA[lentiae] HIE[rosolimae] HVN[gariae] MA[ioricarum] SAR[diniae] COR[sicae] REX CO[mes] BA[rcironae] DV[x] AT[henarum] E[t] N[eopatriae] C[omes] R[osciglionis] C[eritaniae], care listează, sub formă prescurtată, toate titlurile  deținute de suveran (în română: „Divinul Alfonso, rege al Aragonului, al Siciliei, al Valenciei, al Ierusalimului, al Ungariei, al Mallorcăi, al Sardiniei și al Corsicii, conte al Barcelonei, duce al Atenei și al Neopatriei, conte al Roussillonului și al Cerdanyei”). Bustul și coroana de pe avers se regăsesc și pe o plachetă, cu dimensiunile de 8,8x5,9 cm, creată în aceeași perioadă.
Pe revers, vedem un vânător gol, înarmat cu un pumnal, în timp ce sare pe spatele unui mistreț care fuge; mistrețul este mușcat de un câine de vânătoare (un ogar).
În partea de sus, citim înscrisul în latină:VENATOR / INTREPIDVS (în română, „vânător intrepid”, una din calitățile suveranului). În partea de jos, cu litere mai mici, de-a lungul marginii medaliei, citim semnătura artistului: OPVS PISANI PICTORIS („Operă a pictorului Pisan[ell]o”).